# DN22E
De DN22E (Drum Național 22E of Nationale weg 22E) is een weg in Roemenië. Hij loopt van Garvăn naar Galați. De weg is 16 kilometer lang.